# Liste der Biografien/Ens
Liste der Biografien |
Portal Biografien |
Personensuche
# |
A |
B |
C |
D |
E |
F |
G |
H |
I |
J |
K |
L |
M |
N |
O |
P |
Q |
R |
S |
T |
U |
V |
W |
X |
Y |
Z |
?
 
Ea |
Eb |
Ec |
Ed |
Ee |
Ef |
Eg |
Eh |
Ei |
Ej |
Ek |
El |
Em |
En |
Eo |
Ep |
Eq |
Er |
Es |
Et |
Eu |
Ev |
Ew |
Ex |
Ey |
Ez
 
Ena |
Enb |
Enc |
End |
Ene |
Enf |
Eng |
Enh |
Eni |
Enj |
Enk |
Enl |
Enm |
Enn |
Eno |
Enq |
Enr |
Ens |
Ent |
Enu |
Env |
Enw |
Enx |
Eny |
Enz
Die Liste der Biografien führt alle Personen auf, die in der deutschsprachigen Wikipedia einen Artikel haben. Dieses ist eine Teilliste mit 84 Einträgen von Personen, deren Namen mit den Buchstaben „Ens“ beginnt.

## Ens
- Ens, Anuk (* 1965), deutsche Schauspielerin
- Ens, Faustin (1782–1858), deutscher Gymnasiallehrer, Landvermesser und Museumsleiter
- Ens, Friedrich Karl (1802–1865), deutscher Unternehmer, Porzellanmaler
- Ens, Goldie (* 1954), österreichische Sängerin
- Ens, Johannes (1682–1732), niederländischer reformierter Theologe
- Ens, Martin (* 2001), deutscher Fußballspieler

### Ensa
- Enšakušana, König von Uruk
- Ensan, Hossein (* 1964), deutsch-iranischer Pokerspieler

### Ensb
- Ensberg, Morgan (* 1975), US-amerikanischer Baseballspieler

### Ensc
- Ensch, Franz von (1778–1861), österreichischer Generalmajor
- Ensch-Engel, Dagmar (* 1955), deutsche Politikerin (Die Linke), MdL
- Ensch-Tesch, Numa (1841–1929), belgischer Rechtsanwalt und Politiker
- Enschedé, Catharina Jacoba Abrahamina (1828–1883), niederländische Malerin
- Enschedé, Christina Gerarda (1791–1873), niederländische Zeichnerin und Aquarellistin
- Enschringen, Hans Jakob von († 1580), Landkomtur des Deutschen Ordens
- Enschut, Cornelis Adrianus van (1778–1835), niederländischer Rechtswissenschaftler

### Ense
- Ense, Adrian von († 1594), Domherr in Münster und Landdrost in Stromberg
- Ense, Gerhard von († 1531), Domherr in Münster
- Enseleit, Sabine (* 1970), deutsche Unternehmensberaterin und Politikerin (CDU, FDP)
- Enseleit, Ursula (1911–1997), deutsche Bildhauerin und Lyrikerin
- Enseling, Elisabeth (1907–1998), deutsche Politikerin (CDU), MdB
- Enseling, Joseph (1886–1957), deutscher Bildhauer und Hochschullehrer
- Enselmann, Jytte (1925–2008), dänische Schauspielerin
- Ensema, Damián (* 1981), äquatorialguineischer Fußballspieler
- Ensenyat Reig, Carles (* 1985), andorranischer Politiker, Präsident des Consell General de les Valls
- Enser, Maria (1900–1989), oberösterreichische Politikerin (SPÖ), Abgeordnete zum Nationalrat
- Ensesa i Gubert, Josep (1892–1981), katalanischer Unternehmer
- Ensesa i Pujadas, Josep (1865–1940), katalanischer Industrieller im Bereich der Lebensmittelindustrie

### Ensi
- Ensi (* 1985), italienischer Rapper und Freestyler
- Ensign, John (* 1958), amerikanischer Politiker
- Ensign, Michael (* 1944), britisch-amerikanischer Schauspieler
- Ensikat, Klaus (* 1937), deutscher Grafiker und Illustrator
- Ensikat, Peter (1941–2013), deutscher Schriftsteller, Drehbuchautor und KabarettistPeter Ensikat (1941–2013)

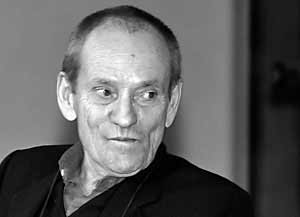
Peter Ensikat (1941–2013)

- Ensinck, Charles Victor (1846–1914), niederländischer Genremaler
- Ensing, Kyle (* 1997), US-amerikanischer Volleyballspieler
- Ensinger, Manfred (* 1929), deutscher Kameramann
- Ensinger, Margrit (* 1926), deutsche Schauspielerin und Hörspielsprecherin
- Ensinger, Matthäus (1390–1463), Baumeister der süddeutschen Gotik
- Ensinger, Moritz, Baumeister der süddeutschen Gotik
- Ensinger, Ulrich († 1419), Baumeister der süddeutschen Gotik
- Ensinger, Vincenz, Baumeister der süddeutschen Gotik
- Ensink, Ella (1897–1968), deutsche Filmeditorin

### Ensk
- Enskat, Ingo (* 1972), deutscher Basketballtrainer
- Enskat, Rainer (* 1943), deutscher Philosoph
- Enskat, Rosa (* 1967), deutsche SchauspielerinRosa Enskat (* 1967)

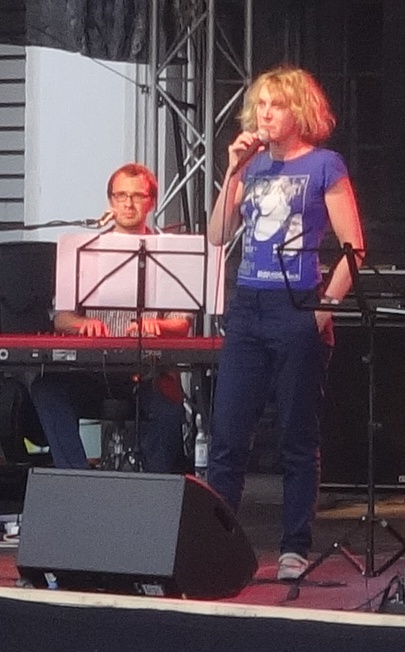
Rosa Enskat (* 1967)

- Enskog, David (1884–1947), schwedischer theoretischer Physiker

### Ensl
- Enslein, Josef (1870–1952), österreichischer Lehrer und Politiker
- Enslein, Karl (1849–1907), österreichischer Komponist
- Enslen, G. Christian (1757–1818), deutscher Maler
- Enslen, Johann Carl (1759–1848), deutscher Maler, Schausteller, Panoramenkonstrukteur und Pionier der Fotografie
- Enslen, Karl Georg (1792–1866), deutscher Reisemaler
- Ensler, Eve (* 1953), US-amerikanische Künstlerin und Feministin
- Ensley, Jack (1910–1972), US-amerikanischer Unternehmer und Autorennfahrer
- Enslie, James (1795–1877), niederländischer Politiker und Vizeadmiral
- Enslin, Eduard (1879–1970), deutscher Augenarzt und Entomologe
- Enslin, Ellen (* 1960), deutsche Kommunal- und Landespolitikerin (Grüne), MdL
- Enslin, Karl (1819–1875), deutscher Schullehrer und Dichter
- Enslin, Theodor (1787–1851), deutscher Buchhändler, Bibliograph und Verleger
- Enslingen, Heinrich von († 1406), katholischer Priester, Benediktiner und Abt des Klosters Murrhardt

### Ensm
- Ensmann, Nina, deutsche Schauspielerin und ModelNina Ensmann

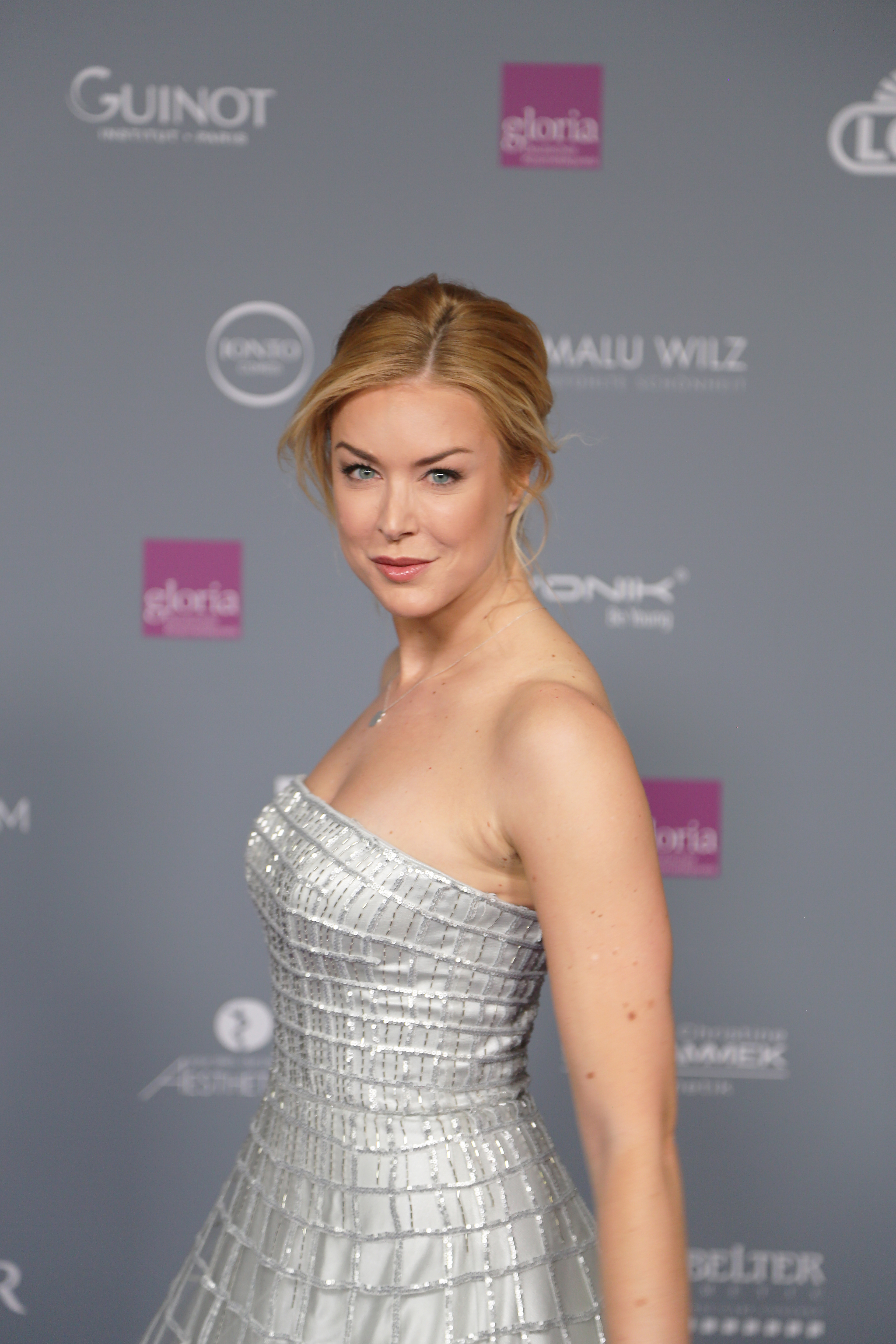
Nina Ensmann

- Ensminger, Chris (* 1973), US-amerikanischer Basketballspieler und heutiger Trainer
- Ensminger, Zachary (* 2001), US-amerikanisch-deutscher Basketballspieler

### Enso
- Ensor, Beatrice (1885–1974), britische Reformpädagogin und Theosophin
- Ensor, James (1860–1949), belgischer Maler und Zeichner
- Ensour, Abdullah (* 1939), jordanischer Politiker

### Ensr
- Ensrud, Gudbrand (* 1977), norwegischer Fußballspieler

### Enss
- Enss, Klara (1922–2001), deutsche Schauspielerin, Pensionswirtin auf Sylt und Natur- und Umweltschutzaktivistin
- Enß, Volker (* 1942), deutscher mathematischer Physiker
- Ensslen, Carola (* 1961), deutsche Politikerin (SPD, Die Linke), MdHB
- Ensslin, Christiane (1939–2019), deutsche Autorin
- Ensslin, Felix (* 1967), deutscher Theaterautor, Dramaturg, Regisseur, Kurator und Philosoph
- Ensslin, Gudrun (1940–1977), deutsche Terroristin, Mitbegründerin der Rote Armee FraktionGudrun Ensslin (1940–1977)

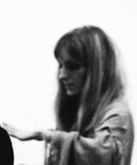
Gudrun Ensslin (1940–1977)

- Ensslin, Helmut (1909–1984), evangelischer Pfarrer und Vater von Gudrun Ensslin
- Enßlin, Wilhelm (1885–1965), deutscher Althistoriker

### Enst
- Enste, Dominik (* 1967), deutscher Wirtschaftswissenschaftler
- Enste, Franz Rainer (* 1953), deutscher Verwaltungsjurist und ehemaliger Richter, Redakteur und Sachbuchautor
- Enste, Norbert (1950–2010), deutscher Kommunikationswissenschaftler
- Ensthaler, Janna (* 1983), deutsche Gründerin, Unternehmerin und Investorin
- Ensthaler, Jürgen (* 1952), deutscher Jurist, Hochschullehrer und Richter am Bundespatentgericht
- Enström, Axel Fredrik (1875–1948), schwedischer Ingenieur
- Enström, Karin (* 1966), schwedische Politikerin, Mitglied des Riksdag
- Enström, Marcus (* 1987), schwedischer Handballspieler
- Enström, Rasmus (* 1989), schwedischer Floorballspieler
- Enström, Tobias (* 1984), schwedischer Eishockeyspieler